# Rastislavice
Rastislavice (bis 1948 slowakisch „Degeš“; ungarisch Dögös) ist eine Gemeinde im Westen der Slowakei mit 958 Einwohnern (Stand 31. Dezember 2024), die zum Okres Nové Zámky, einem Kreis des Nitriansky kraj, gehört.

## Geographie

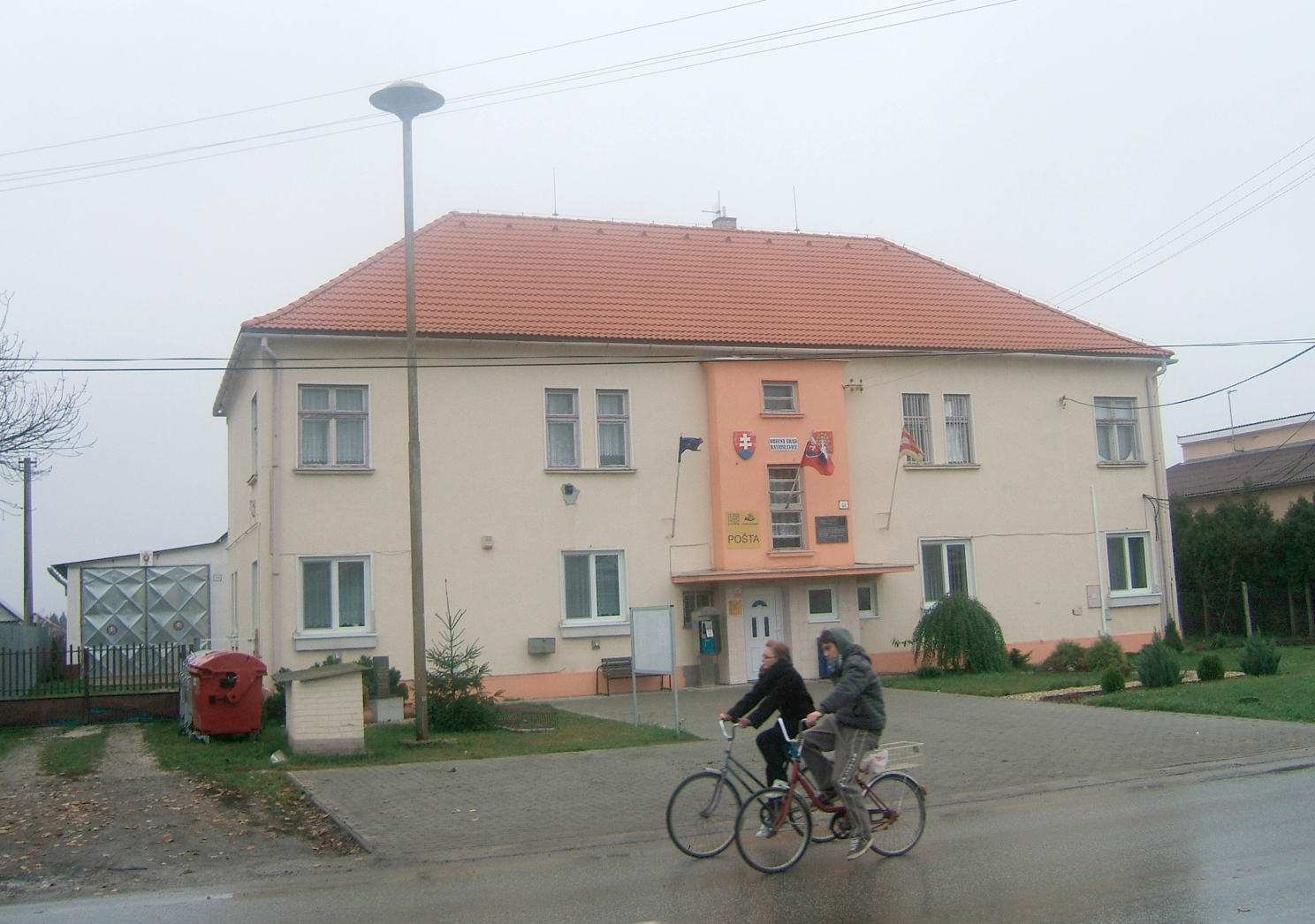
Sitz des Gemeindeamtes

Die Gemeinde befindet sich im slowakischen Donautiefland, am Südrand des Hügellands Nitrianska pahorkatina. Der Ort wird östlich vom Tvrdošovský potok und westlich vom Cabajský potok umflossen; der letztgenannte ist auf dem Weg nach Poľný Kesov in einem kleinen Stausee aufgestaut. Das Gemeindegebiet ist flach und durch Schwarzböden bedeckt. Das Ortszentrum liegt auf einer Höhe von 124 m n.m. und ist 17 Kilometer von Šaľa, 22 Kilometer von Nové Zámky sowie 23 Kilometer von Nitra entfernt.
Die Gemeinde besteht aus den Siedlungen Kalvín, Nová Švajčiareň, Nový Degeš, Stará Švajčiareň und Starý Degeš.
Nachbargemeinden sind Poľný Kesov im Norden, Veľký Kýr im Nordosten, Komjatice im Osten, Šurany im Südosten, Tvrdošovce im Süden und Jatov im Westen.

## Geschichte

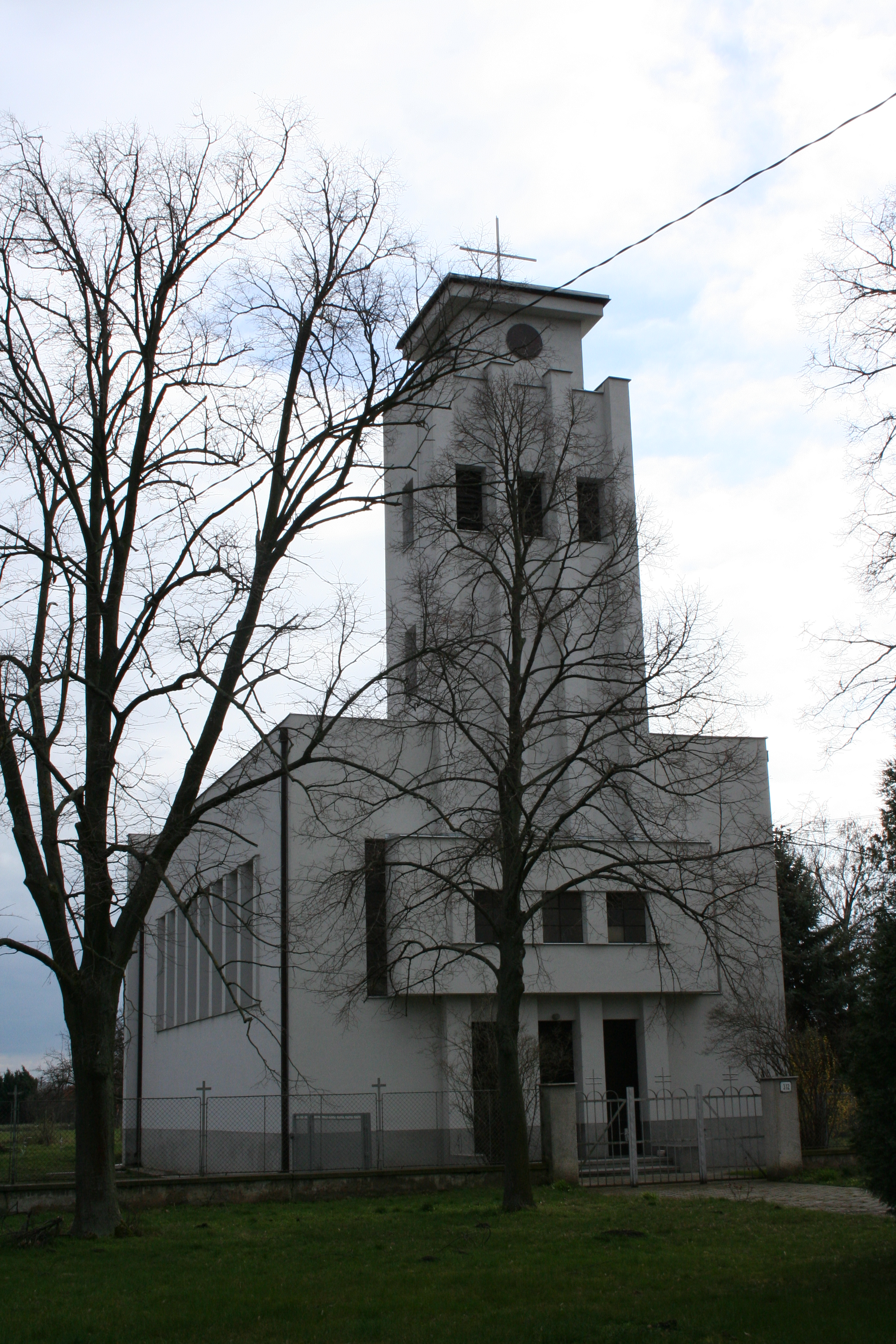
Kirche in Rastislavice

Das heutige Gemeindegebiet war jahrhundertelang Teil des Herrschaftsguts Komjati, das im benachbarten Ort Komjatice seinen Sitz hatte. So wurde eine alte Siedlung im Jahr 1256 als Teil dasselben erwähnt. Im 16. und insbesondere im 17. Jahrhundert war das Gebiet dem türkischen Einfluss ausgesetzt, zwischen 1660 und 1685 existierte gar keine Siedlung mehr, nur ein Schindanger für totes Vieh und Pferde. Danach wurde die Siedlung unter der Leitung des Geschlechts Forgách wieder errichtet, zuerst durch örtliche Einwohner, zwischen 1714 und 1716 durch Einwanderer aus dem mährischen Grenzgebiet (Veselí nad Moravou, Uherské Hradiště). Neben dem alten Ort Degeš entstanden in kurzer Folge die Siedlungen Kalvín und Nový Degeš. 1740 hatte alle drei Siedlungen zusammen 140 Einwohner. Im 19. Jahrhundert waren die Einwohner als Imker, Landwirte, Viehhalter und als Arbeiter in zwei Brennereien und einer Ziegelei beschäftigt. 1858 wurde die erste Schule gegründet.
Bis 1918/1919 gehörte der im Komitat Neutra liegende Ort zum Königreich Ungarn und kam danach zur Tschechoslowakei beziehungsweise heute Slowakei. 1928 kamen nach einer Bodenreform Slowaken aus Jugoslawien, Rumänien und der übrigen Slowakei in die spätere Gemeinde. Im selben Jahr begann der Bau des neuen Schulgebäudes, 1932–34 folgte der Bau der evangelischen Kirche. 1936 entstand die heutige Gemeinde durch Ausgliederung aus Komjatice. Zwischen 1938 und 1945 lag Degeš direkt an der Grenze zu nach dem Ersten Wiener Schiedsspruch vergrößerten Ungarn. Zwischen 1942 und 1944 wurde in Degeš ein Lager für jüdische Zwangsarbeiter betrieben, deren bis zu 100 männliche Insassen im Straßenbau eingesetzt waren.
1948 erfolgte die Umbenennung des vom ungarischen abgeleiteten Namen Degeš nach Rastislavice. Der heutige Ortsname erinnert an den frühmittelalterlichen mährischen Fürsten Rastislav.

## Bevölkerung
| Jahr                | 1994 | 2004    | 2014    | 2024    |
| ------------------- | ---- | ------- | ------- | ------- |
| Anzahl der Personen | 913  | 923     | 900     | 958     |
| Unterschied         |      | +1,09 % | −2,49 % | +6,44 % |

| Jahr                | 2023 | 2024    |
| ------------------- | ---- | ------- |
| Anzahl der Personen | 953  | 958     |
| Unterschied         |      | +0,52 % |

Nach der Volkszählung 2011 wohnten in Rastislavice 906 Einwohner, davon 867 Slowaken, 12 Magyaren, drei Roma und ein Tscheche. Zwei Einwohner gaben eine andere Ethnie an und 21 Einwohner machten keine Angabe zur Ethnie.
664 Einwohner bekannten sich zur römisch-katholischen Kirche, 72 Einwohner zur Evangelischen Kirche A. B. sowie jeweils ein Einwohner zur apostolischen Kirche, zur evangelisch-methodistischen Kirche und zur griechisch-katholischen Kirche; drei Einwohner bekannten sich zu einer anderen Konfession. 92 Einwohner waren konfessionslos und bei 72 Einwohnern wurde die Konfession nicht ermittelt.